# Allenamento a circuito
L’allenamento a circuito (in inglese: circuit training - CT, detto anche circuit weight training - CWT o circuit resistance training - CRT), è un tipo di allenamento con sovraccarichi (resistance training) eseguito a circuito, ovvero svolgendo serie di esercizi multipli usando ripetizioni medio-alte, basse intensità, senza pause, o con pause molto brevi tra gli esercizi.
I vantaggi dell'allenamento a circuito sono principalmente legati ad uno stimolo sul miglioramento della forza, dell'ipertrofia, della resistenza muscolare, e della capacità aerobica in un'unica sessione di allenamento, riuscendo a generare i benefici tipici dell'allenamento anaerobico e aerobico, seppure in maniera generalmente inferiore se comparato ai rispettivi metodi tradizionali.

## Caratteristiche
L'allenamento a circuito (Circuit training, CT) è una variante del resistance training tradizionale sviluppato da R.E. Morgan e G.T. Anderson nel 1953 presso la University of Leeds, in Inghilterra. Il termine circuito si riferisce al fatto che le serie di esercizi all'interno dell'allenamento vengono eseguiti consecutivamente senza pause, o con pause molto brevi. Nel formato originale, il circuito comprendeva 8-12 stazioni. Questo numero può variare a seconda dell'impostazione del programma. L'esecutore si sposta da una stazione all'altra con piccoli intervalli di riposo (da 15 a 30 secondi) oppure senza pausa, eseguendo serie della durata di 15 a 45 secondi e tra 8 e 20 ripetizioni per ogni stazione, applicando un'intensità collocata in un range tra il 40% e il 60% 1RM che, in termini di ripetizioni massime (RM), equivalgono indicativamente a carichi che permettono 14 o più ripetizioni. Come per il resistance training tradizionale, il programma può essere eseguito con attrezzi, macchine isotoniche, cavi, elastici, esercizi calistenici o qualsiasi combinazione tra essi. Tipicamente, il numero dei circuiti previsti in un Circuit training varia da 1 a 3. In genere l'allenamento a circuito è pensato per coinvolgere in un'unica seduta tutto il corpo (modalità Total body). Il battito cardiaco durante la durata totale dell'allenamento a circuito è mediamente maggiore rispetto al classico resistance training a causa degli intervalli molto ridotti. Poiché il CT richiede un maggiore impegno cardiovascolare, spesso viene usato per migliorare questo aspetto. Gli allenamenti sono più rapidi, impegnano meno tempo e producono maggiori benefici aerobici.
L'allenamento a circuito è indicato per le persone che necessitano di un programma strutturato che impegna poco tempo. Questo allenamento è comunemente preimpostato, quindi l'esecutore passa da un esercizio all'altro in rapida sequenza, ad esempio 30 esercizi con 15 secondi di recupero. Con questo formato, un circuito composto da 12 esercizi può essere completato in 10 minuti. Questo può essere ripetuto per 2 o 3 volte, in questo caso permettendo che 2-3 serie per ogni esercizio possano essere completate in 20-30 minuti, tempistiche che rendono il tempo totale del circuito efficace. Il CT è spesso impostato in modo da alternare esercizi per la parte superiore e inferiore, o alternando gruppi muscolari, permettendo così ad un gruppo muscolare di recuperare, mentre un altro gruppo è sotto sforzo. Inoltre, esercizi poliarticolari (che coinvolgono più articolazioni), e polimuscolari (che coinvolgono più muscoli) possono essere meglio adatti ad essere introdotti nel programma, in quanto richiedono un maggiore dispendio energetico e producono una maggiore forza e resistenza muscolare generale, se paragonati agli esercizi monoarticolari e monomuscolari.
Uno degli inconvenienti dell'AC è l'assenza, o quasi, di periodi di riposo, il che impone una significativa riduzione dei carichi sollevati. In quanto tale, l'AC è adatto per il fitness generale, ma è un sistema che porta ad inferiori sviluppi della forza.

### Allenamento a circuito e sistemi energetici
Durante il resistance training tradizionale a media intensità, avviene un'attivazione prevalente del sistema anaerobico lattacido. Tale meccanismo prevede la combustione quasi esclusiva del glicogeno muscolare senza l'impiego di ossigeno (O2), e la conseguente produzione di alte concentrazioni di acido lattico, una sostanza di scarto del metabolismo anaerobico glicolitico, mediante la glicolisi anaerobica. Il sistema anaerobico lattacido comincia a sovrapporsi rilevantemente sul sistema alattacido dopo circa 10-15 secondi dall'inizio dell'attività muscolare intensa. Esso è strettamente collegato ad una tempistica di esecuzione della serie (Time Under Tension, TUT) che, dopo la sua attivazione, copre maggiormente la richiesta energetica tra i 16 e i 30 secondi di attività massimale, per poi venire gradualmente sostituito dal sistema aerobico, in un periodo di tempo comunque abbastanza lungo.
Il sistema aerobico inizia a sovrapporsi al sistema anaerobico lattacido dopo circa 60 secondi di attività muscolare intensa protratta. La cooperazione tra i due sistemi - lattacido e aerobico - oltre tale soglia comunque permane per diversi minuti, e rilevanza nella produzione energetica del sistema anaerobico lattacido con impiego di glicogeno muscolare può perdurare fino anche a 3-5 minuti. Per quanto riguarda il resistance training con i pesi, lunghi tempi sotto tensione (TUT) e alte ripetizioni, che raggiungono e superano il minuto di esecuzione, possono essere considerati come prestazioni a bassa intensità, e sfruttano il sistema anaerobico lattacido e il sistema aerobico ossidativo. Entro i primi 16-30 secondi della serie c'è una preponderanza del sistema lattacido, che poi viene gradualmente sostituita dal sistema aerobico, il quale prevale dopo circa 60 secondi. L'intensità relativa a cui si fa riferimento spazia all'incirca all'interno di un range tra il 40 e il 60% di 1 RM, corrispondenti indicativamente ad un numero di ripetizioni massime (RM) da 20 più. Da quanto riscontrato da alcuni studi, questo metodo con sovraccarichi a bassa intensità e lunghi tempi sotto tensione produce uno stimolo ipertrofico, seppure inferiore rispetto ad intensità alte e intermedie (70-90% 1 RM), ma non permette un significativo miglioramento della prestazione massimale, sviluppando però maggiori capacità di resistenza alla fatica per lunghi periodi. Durante l'esercizio con sovraccarichi a bassa intensità, come avviene con intensità alte e intermedie, avviene inoltre una conversione delle fibre 2b in 2a, ma in aggiunta ha luogo un aumento della densità di mitocondri.
Il metodo allenamento a circuito può essere considerato un tipico resistance training a bassa intensità per sviluppare la resistenza muscolare, infatti i carichi previsti corrispondono a circa il 40-60% 1RM. A differenza del normale resistance training a media intensità, che prevede tempi di recupero tra i 60 e i 90 secondi, nel Circuit training gli intervalli sono assenti, o arrivano al massimo a 30 secondi. Ciò fa in modo che il sistema energetico aerobico abbia un ruolo più importante, in quanto lo sforzo continuato e protratto da 60 secondi per oltre 3-5 minuti permette l'intervento crescente del metabolismo ossidativo. Nonostante per definizione l'Aerobic Circuit Training (ACT) faccia riferimento al CT intervallato da macchine aerobiche, anche il CT tradizionale può essere considerato un metodo con una componente aerobica importante, sebbene faccia affidamento anche al metabolismo anaerobico glicolitico.

### Vantaggi e riscontri scientifici
La ricerca scientifica ha ampiamente approfondito gli effetti fisiologici e i benefici indotti dal Circuit Training. Questo tipo di allenamento è generalmente ritenuto utile per quegli individui che intendono incrementare particolarmente la capacità aerobica e la durata e resistenza muscolare. Questo è indicato anche per le persone non allenate, che presentano un eccessivo accumulo di grasso, che devono perdere peso, o soggetti cardiopatici (ipertensione, malattie cardiovascolari). Gli studi hanno mostrato anche un incremento della forza, soprattutto per i soggetti non allenati. È stato dimostrato che questo metodo aumenta la forza muscolare dal 7% al 32%, mentre diminuisce la percentuale di grasso dal 0,8% al 2,9%. Gli stessi ricercatori hanno anche mostrato un aumento della massa magra alipidica o FFM (da 1 a 3,2 kg) senza una conseguente alterazione del peso corporeo. La spesa energetica stimata è di circa 5-6 kcal al minuto per le donne, e 8-9 kcal al minuto per gli uomini.
Tradizionalmente si ritiene che gli individui con malattie cardiovascolari e ipertensione debbano astenersi dall'eseguire il resistance training. Tuttavia, l'allenamento a circuito eseguito ad un'intensità moderata (40% 1RM) in pazienti cardiopatici ha dimostrato un aumento significativo della forza (dal 13% al 40%), senza l'insorgere di complicanze cardiache o ortopediche. Inoltre, l'allenamento a circuito non sembra elevare la pressione sanguigna a riposo o la frequenza cardiaca, e può vantaggiosamente abbassare la pressione arteriosa diastolica a riposo nei soggetti tendenti all'ipertensione. Le poche informazione disponibili sui benefici psicologici dati dal Circuit training indicano cambiamenti positivi sul umore, ansia, depressione e ostilità.

#### AC e metodi tradizionali
Nonostante venga riconosciuto che l'allenamento a circuito permetta di ottenere svariati benefici tipici dell'allenamento aerobico e anaerobico in un'unica seduta, la realtà scientifica segnala anche che esso produce dei miglioramenti inferiori se confrontato ai metodi tradizionali. Alcuni ricercatori hanno tuttavia constatato che l'allenamento a circuito porta a miglioramenti sullo sviluppo della forza e potenza significativamente maggiori rispetto a quando il resistance training e l'esercizio aerobico di endurance venivano combinati in un'unica sessione consecutivamente.

##### Anaerobico/pesi
Per quanto riguarda l'allenamento anaerobico in resistance training, i ricercatori rilevarono un inferiore miglioramento dell'ipertrofia e della forza rispetto ad altri metodi di allenamento coi pesi. Harber et al., testando il CT riscontrarono minori adattamenti delle fibre muscolari con altri metodi di resistance training, in gran parte a causa dei bassi carichi (40-60% 1RM) applicati con questo metodo. Ciò era abbastanza prevedibile, dal momento che le fibre di tipo IIb (bianche) rispondono a carichi relativi all'80-85% di 1 RM, vale a dire tra le 4 e le 6 ripetizioni massime (a cedimento muscolare), mentre le fibre di tipo I (rosse) e IIa (intermedie) rispondono anche ad intensità relative inferiori all'80%. La fibra di tipo IIb è anche quella che sviluppa maggiore forza e ipertrofia, ma non viene significativamente coinvolta all'interno del Circuit training proprio per i carichi ridotti, quindi basse intensità, e tempi di recupero molto brevi. Il CT impone una prestazione di durata muscolare, una caratteristica tipica delle fibre di tipo I. Paragonando gli adattamenti a lungo termine tra un allenamento a circuito e il resistance training tradizionale, è stato rilevato che il CT produce una minore risposta degli ormoni anabolici testosterone, IGF-1, e un minore decremento dei livelli di cortisolo dopo 24 settimane di allenamento.
Hill-Haas et al. (2007) testarono gli effetti di una variazione dei tempi di recupero su un protocollo di un resistance training ad alte ripetizioni. 18 soggetti di sesso femminile vennero suddivisi in due gruppi. Il primo eseguiva un resistance training con 20 secondi di pausa tra le serie, mentre il secondo prevedeva pause di 80 secondi. I due gruppi eseguirono lo stesso allenamento in termini di volume e carico, con l'unica differenza riscontrata nei tempi di recupero. Ogni gruppo si è allenato per 3 giorni settimanali per 5 settimane, eseguendo un allenamento da 15-20 ripetizioni massime (RM) e 2-5 serie. Nonostante nello studio non fosse stato specificato, il primo gruppo di fatto eseguiva un allenamento a circuito, poiché un protocollo impostato con alte ripetizioni (15-20) - relative di conseguenza ad intensità basse - e tempi di recupero fino a 30 secondi (in questo caso 20) rientra per definizione nei canoni di questo metodo di allenamento. Il gruppo con pause lunghe invece eseguiva in definitiva un normale resistance training a bassa intensità. Per verificare le differenze tra i due gruppi, i soggetti vennero sottoposti a due test, ovvero la capacità di sprint ripetuti su cicloergometro (6 secondi di sprint massimale x 5 volte), e un test di forza di 3 RM su leg press, aggiungendo la misurazione antropometrica. Questi test e misurazioni vennero determinati sia prima che dopo il programma. Il gruppo con tempi di recupero brevi (allenamento a circuito) mostrò un maggiore miglioramento nell'esecuzione degli sprint ripetuti rispetto al gruppo con recuperi lunghi (12,5 contro 5,4%). Tuttavia, il gruppo con pause più lunghe mostrò un maggiore miglioramento della forza (45,9 contro 19,6%). Non vennero riscontrate delle variazioni antropometriche per entrambi i gruppi di studio.
Questi risultati suggerirono che quando il volume e il carico di lavoro sono uguali, nonostante un inferiore aumento della forza, 5 settimane di allenamento con brevi tempi di recupero risultano in un maggior miglioramento dell'abilità nell'esecuzione degli sprint ripetuti rispetto a quando lo stesso allenamento prevede tempi di recupero più lunghi.

##### Aerobico/cardiofitness
Nell'ambito della prestazione aerobica, alcuni studi hanno riconosciuto un incremento della capacità aerobica tra il 5 e l'11%, se comparato ad altri metodi aerobici che producono un miglioramento tra il 15 e il 20% nello stesso periodo. In termini di funzione cardiovascolare, studi hanno dimostrato che il Circuit Training porta ad un miglioramento solo lieve della capacità aerobica (dal 5% al 9,5%) rispetto ad altre modalità aerobiche (5% al 25%). Gli stessi ricercatori sostennero la tesi che il leggero aumento della capacità aerobica è dovuto principalmente all'aumento della massa magra dovuto al circuito, e non ai cambiamenti dei principali fattori che influenzano la stessa: la gittata cardiaca o la differenza artero-venosa di ossigeno (scambio di ossigeno e anidride carbonica a livello cellulare).

##### EPOC
Per quanto riguarda l'EPOC, cioè il consumo di ossigeno in eccesso post-allenamento, un concetto noto in passato come debito di ossigeno, legato alla spesa energetica nel periodo successivo all'attività fisica, la ricerca sull'argomento è controversa. Elliot et al. (1988) hanno studiato la differenza tra l'EPOC aerobico su cicloergometro (40 minuti a 80% max frequenza cardiaca), il Circuit Training (4, 8 set di esercizi, 15 ripetizioni al 50% 1RM) e il resistance training ad alta intensità (3 serie, 8 esercizi, 3-8 ripetizioni all'80-90% 1RM). Il resistance training ad alta intensità ha prodotto l'EPOC maggiore (10,6 litri, 53 calorie) rispetto al circuit training (10,2 litri, 51 calorie) e il ciclismo (6,7 litri, 33,5 calorie). In uno studio condotto da Murphy e Swartzkopf (1992), il resistance training standard (3 serie, 6 esercizi, ripetizioni ad esaurimento a 80% 1RM, 120 secondi di riposo) è stato confrontato con un circuit training (3 serie di circuiti, 6 esercizi, 10-12 ripetizioni al 50% 1RM, 30 secondi di riposo). Il volume di lavoro totale di entrambi i programmi è stato simile, tuttavia, il resistance training a circuito ha suscitato una risposta più ampia del EPOC rispetto al programma resistance training standard (5 litri, 25 calorie contro il 2,7 litri, 13,5 calorie).

#### Conclusioni
Dopo aver consultato i principali esiti delle ricerche scientifiche sull'allenamento a circuito, emerge che:
- permette di ottenere i benefici tipici dell'allenamento aerobico e anaerobico in un'unica seduta;[2][3][4][5]
- è un allenamento adatto alle persone decondizionate;[15][16]
- è adatto ai cardiopatici al contrario del resistance training tradizionale;[15][16][20][22]
- ha effetti positivi sulla tolleranza glucidica e sulla sensibilità insulinica;[13]
- produce un aumento della massa magra (FFM o LBM);[17]
- produce un decremento della massa grassa;[17]
- è adatto per essere introdotto in un programma per la perdita di peso;[17]
- aumenta la forza, l'ipertrofia, e la resistenza muscolare;[17]
- diversamente dal resistance training tradizionale, aumenta la densità mitocondriale;[11]
- ha effetti benefici sotto l'aspetto psicologico;[23]
- produce inferiori miglioramenti della forza[29] e dell'ipertrofia muscolare rispetto ad altri metodi di resistance training;[11][25]
- produce inferiori miglioramenti della capacità aerobica rispetto ad altri metodi di allenamento aerobico;[17][30][31]
- produce miglioramenti sullo sviluppo della forza e potenza significativamente maggiori quando viene dissociato dall'attività aerobica;[24]

## Varianti dell'allenamento a circuito

### Peripheral Heart Action(PHA)
Il metodo Peripheral Heart Action (PHA) è uno stile di Circuit Training sviluppato negli anni cinquanta dal Dott. Arthur H. Steinhaus, solo pochi anni dopo la nascita del CT tradizionale. Invece di stimolare i gruppi muscolari con diverse serie ed esercizi consecutivi o vicini tra loro, i diversi esercizi eseguiti consecutivamente stimolano distretti corporei il più possibile distanti (ad esempio cosce/deltoidi o polpacci/pettorali), in generale alternando l'attività della parte superiore con quella inferiore del corpo o viceversa. Come in genere previsto dal CT tradizionale, tale allenamento va a reclutare tutti i gruppi muscolari del corpo in un'unica seduta (allenamento Total Body). Questo stile combina i principi circolatori del fitness con lo sviluppo muscolare del resistance training. Il suo obiettivo è quello di favorire il flusso sanguigno tramite tutto il corpo durante l'intera durata della sessione di allenamento.

### Super Circuit Training(SCT)
Diversamente dal Circuit Training con i pesi tradizionale, il metodo Super Circuit Training (chiamato anche Aerobic Circuit Training o Cardio Fit Training) combina gli esercizi tipici del resistance training con il tradizionale allenamento cardiovascolare, con il fine di produrre sia miglioramenti sotto il profilo della forza e massa muscolare, che sulla capacità cardiovascolare, enfatizzando quest'ultimo aspetto se comparato al normale CT. In questo tipo di protocollo, gli esercizi con sovraccarichi sono alternati stazioni aerobiche la cui durata varia da 30-60 secondi a 5 o più minuti, a moderata intensità, e con periodi di recupero molto brevi o nulli. Gli esercizi con sovraccarichi possono essere svolti usando pesi liberi, macchine isotoniche, e calistenia (esercizi a corpo libero). Esempi di esercizi aerobici a moderata intensità sono i vari macchinari cardio come treadmill, stepper, elliptical trainer, bike ecc.

### Cardio-Peripheral Heart Action(Cardio-PHA)
Il metodo PHA è stato successivamente rielaborato introducendo delle caratteristiche proprie del Super Circuit Training, quindi intervallando la fase con i pesi a circuito con brevi fasi di recupero attivo sulle macchine aerobiche. Questa variante è stata da alcuni nominata come Cardio-PHA. Le differenze tra SCT e Cardio-PHA sono le medesime presenti tra CT e PHA tradizionale. L'essenziale differenza dal normale Super Circuit Training, è che il Cardio-PHA colpisce zone corporee molto distanti consecutivamente, invece di stimolare gruppi muscolari vicini, o lo stesso gruppo muscolare con diversi esercizi consecutivi.

### Spot reduction(SR)
Il metodo Spot reduction (SR) è una variante del SCT. La differenza essenziale è che il metodo SR si concentra su quegli esercizi che coinvolgono determinati distretti corporei in cui si intende ridurre il grasso localizzato (cosce, glutei, addome, braccia), mentre nel SCT gli esercizi previsti sono analoghi a quelli di un normale resistance training e coinvolgono più aree corporee, in cui non c'è la necessità di ridurre il grasso localizzato. L'SCT è leggermente più orientato sull'attività con i pesi/isotonica, infatti l'intensità (% 1RM) di lavoro sui sovraccarichi è mediamente superiore, quindi le ripetizioni mediamente inferiori, mentre la durata delle stazioni aerobiche è mediamente inferiore. Si potrebbe comunque concludere che l'SR si presenta come una variante del Super Circuit Training specializzata nel dimagrimento localizzato.

## Esempi di allenamento CT
Circuit training 1 (Total body):
- Distensioni man. panca piana 8-10 rip.
- Squat 8-10 rip.
- Pulley 8-10 rip.
- Affondi 10-12 rip.
- Shoulder press 10-12 rip.
- Lat machine 8-10 rip.
- Curl bilanciere 10-12 rip.
- Push down 10-12 rip.
- Standing calf machine 12-15 rip.
- Crunch 15-20 rip.

Il tutto ripetuto per 2 volte senza pause.
Circuit training 2 (Total body):
- Lat machine 10-12 rip.
- Chest press 10-12 rip.
- Shoulder press man. 12-15 rip.
- Curl manubri 12-15 rip.
- Push down 12-15 rip.
- Crunch 15-20 rip.
- Hpx 15-20 rip.
- Leg press 45° 8-10 rip.
- Leg curl 10-12 rip.
- Standing calf machine 12-15 rip.

Il tutto ripetuto per 3 volte senza pause.
Circuit training (Upper body):
- Pull-up 10-12 rip.
- Pulley 10-12 rip.
- Curl manubri 12-15 rip.
- Distensioni man. 10-12 rip.
- Pectoral machine 10-12 rip.
- French press 12-15 rip.
- Shoulder press man. 12-15 rip.
- Peck back 12-15 rip.
- Crunch 15-20 rip.
- Hpx 15-20 rip.

Il tutto ripetuto per 3 volte senza pause.
Circuit training (Lower body):
- Affondi 10-12 rip.
- Leg extension 12-15 rip.
- Leg press 45° 10-12 rip.
- Abductor machine 12-15 rip.
- Seated leg curl 12-15 rip.
- Standing calf machine 12-15 rip.
- Seated calf machine 12-15 rip.

Il tutto ripetuto per 3 volte senza pause.

## Altri metodi diresistance training
- Peripheral Heart Action (PHA)
- High Intensity Training (HIT)/Heavy duty (HD)
- High Volume Training (HVT)
- Metodo pre-esaurimento
- Position of flexion (POF)
- German Body Composition (GBC)
- German Volume Training (GVT)
- Power factor training
- Static contraction training
- Body contact
- Fascial Stretch Training (FST-7)
- Zone training
- Metabolic resistance training (MRT)
- Breve intenso infrequente organizzato (BIIO)
- EMOM

## Altri metodi cardiofitness
- Steady State Training (SST)
- Cardio-Peripheral Heart Action (Cardio-PHA)
- High Intensity Interval Training (HIIT)
- Power Aerobic Circuit (PAC)
- Stubborn Fat Protocol (SFP)
- Tabata Training (o Guerrilla cardio)
- Spot reduction (SR)
- Aerobic Circuit Training (ACT)